# John S. Bull
John Sumter Bull född 25 september 1934 i Memphis, Tennessee, död 11 augusti 2008 var en amerikansk astronautkandidat som blev uttagen i astronautgrupp 5 4 april 1966 men genomförde ingen rymdfärd, eftersom han lämnade astronautkåren 16 juli 1968 på grund av lungsjukdom. Han började sedan studera vid Stanford University och tog en filosofie doktors-examen som flygingenjör.
Han var gift och hade tre barn.